# Euchromia microsticta
Euchromia microsticta là một loài bướm đêm thuộc phân họ Arctiinae, họ Erebidae.